# Ján Szelepcsényi
Ján Szelepcsényi (* 5. října 1937 Žilina) je slovenský dirigent, hudební skladatel, kritik, diplomat a vysokoškolský pedagog.

## Život
Narodil se 5. října 1937 v Žilině. Po maturitě na střední škole v Žilině pracoval jako technický redaktor a současně studoval dirigování a skladbu na bratislavské konzervatoři. V letech 1958–1962 pokračoval ve studiu na Vysoké škole múzických umění v Bratislavě u Ľudovíta Rajtera a Jána Cikkera. Od roku 1962 také krátce u Jiřího Pinkase na Janáčkově akademii múzických umění v Brně.
Byl sbormistrem Železničářského uměleckého souboru, Lidového sboru slovenských učitelů, Pěveckého sboru Lúčnica, Slovenského filharmonického sboru. V Turecku řídil sbor Státní opery a baletu v Ankaře a sbor Tureckého rozhlasu a televize.
Významná byla i jeho činnost jako hudebního organizátora. Byl spoluautorem i realizátorem koncepce Bratislavských hudebních slavností, festivalu Bratislavské kulturní léto a hradní slavnosti a dalších hudebních událostí. Byl také zakladatelem a vedoucím tajemníkem Svazu slovenských filmových a televizních umělců.
Po vzniku samostatné Slovenské republiky byl prvním slovenským velvyslancem v Turecku a byl členem komise OSN pro lidská práva a častým členem zahraničních delegací ministerstva kultury SR. Jako vědec se kromě muzikologie zabýval problematikou sociální komunikace a etiky hospodářských a kulturních aktivit člověka. Působil jako rektor nově založené Univerzita sv. Cyrila a Metoda v Trnavě.
Syn Róbert Szelepcsényi je vědcem v oboru informatiky a v roce 1995 mu byla udělena prestižní Gödelova cena za formulaci tzv. za Immerman-Szelepcsényiho věty.

## Vyznamenání
- Za publicistickou činnost získal od Sdružení slovenských novinářů Cenu Ľudovíta Štúra za celoživotní dílo.
- Za zásluhy o rozvoj slovenské kultury mu byl ministerstvem kultury SR udělen Zlatý dvojkříž.

## Dílo
Jako skladatel komponoval převážně scénickou a filmovou hudbu. Je rovněž autorem 5 odborných monografií a řady článků v odborných časopisech.